# Zarga
Zarga est une série de bande dessinée parue initialement dans la revue britannique Buster.

## Les auteurs
Scénariste : 
- Marcus Scott Goodall (1937-) - tous les épisodes

Dessinateurs : 
- Joe Colquhoun (1927-1987) - épisodes 1 à 9
- Dave Gibbons (1949-) - épisode 10

## En France
Cette série est éditée en France dans le trimestriel Janus Stark de 1975 à 1978, une première fois dans les numéros 10 à 19, puis une seconde fois dans les numéros 112 à 118 sans les huitièmes et dixièmes épisodes.

## L'histoire
Zarga, hypnotiseur de Music-Hall, s'est découvert l'étonnant pouvoir de s'auto-hypnotiser et de se doter provisoirement du pouvoir de son choix. Décidé à se venger du public qui a cessé de l'applaudir, il est devenu l'ennemi public numéro 1 et l'obsession permanente de l'inspecteur Gumble chargé de sa capture...
Champion de moto, boxeur poids lourd, champion olympique, pilote d'essai, champion d'alpinisme, conducteur de char d'assauts, chimiste de génie, cascadeur... tel est son pouvoir d'hypnotisme !